# Álakeri
Álakeri är en vik i Färöarna (Kungariket Danmark).   Den ligger i sýslan Streymoyar sýsla, i den centrala delen av landet. Álakeri ligger på ön Streymoy.